# Thurnau
Thurnau (oberfränkisch: Darnah) ist ein Markt im oberfränkischen Landkreis Kulmbach in Bayern.

## Lage
Der Markt liegt am nördlichen Rand der Fränkischen Schweiz, von Kulmbach etwa 10 und von Bayreuth 15 km entfernt. Die Autobahn A 70 durchquert das Gemeindegebiet von Ost nach West.
Der nördliche 50. Breitengrad verläuft entlang der südlichen Gemeindeteile Felkendorf, Kröglitzen und Leesau quer durch das Gemeindegebiet.

## Gemeindegliederung

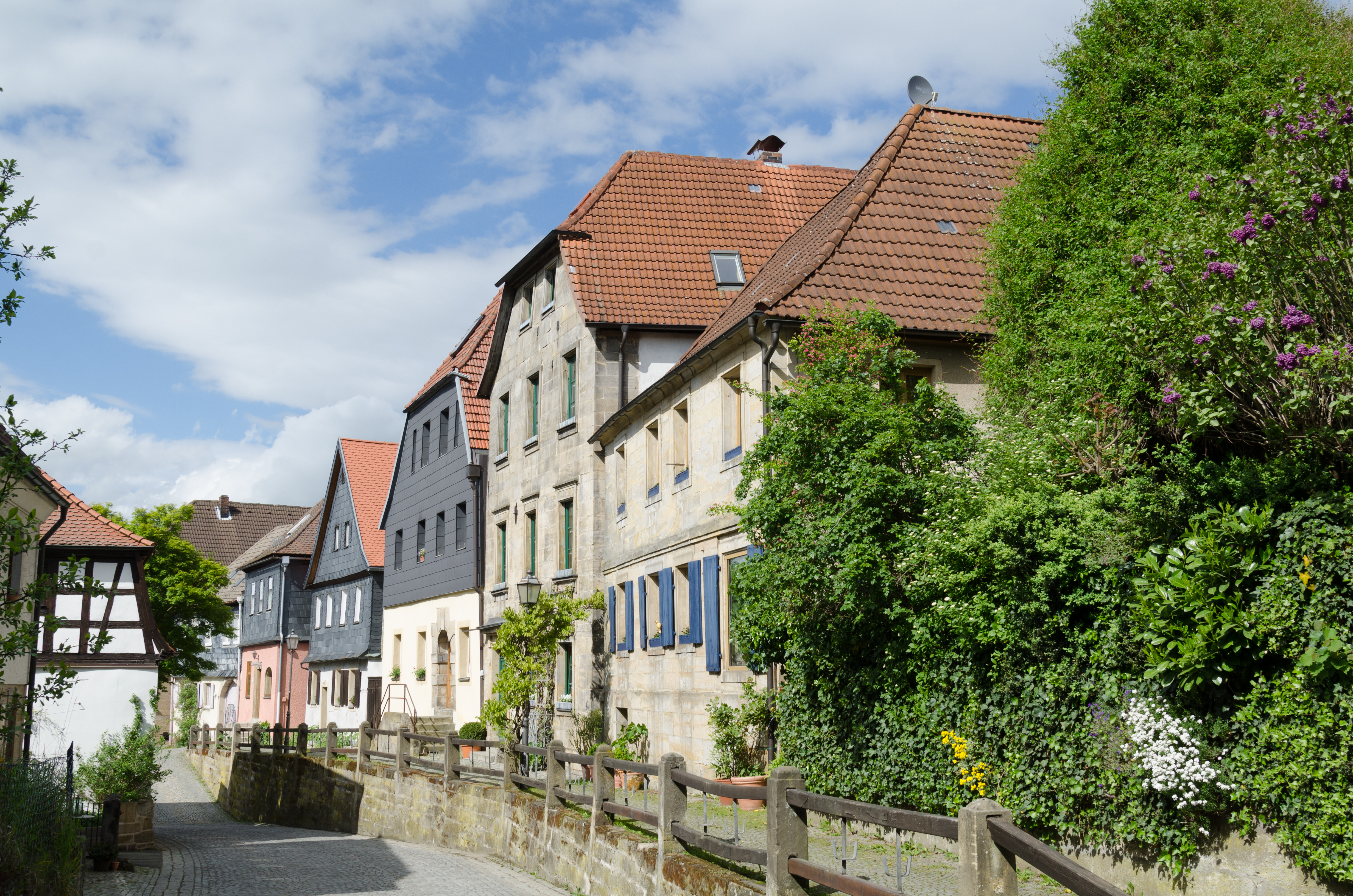
Ortsansicht von Thurnau (Oberer Markt)

Es gibt 44 Gemeindeteile (in Klammern ist der Siedlungstyp angegeben):
- Alladorf (Kirchdorf)
- Bauloch (Einöde)
- Berndorf (Pfarrdorf)
- Buchloch (Einöde)
- Eckersdorf (Weiler)
- Fahrenbühl (Einöde)
- Fallmeisterei (Einöde)
- Felkendorf (Dorf)
- Forstleithen (Weiler)
- Friesen (Weiler)
- Hammerhaus b. Hutschdorf (Einöde)
- Hammerhaus b. Lanzenreuth (Einöde)
- Hohezorn (Einöde)
- Hörlinreuth (Weiler)
- Hutschdorf (Pfarrdorf)
- Hutweide (Einöde)
- Katzenlohe (Einöde)
- Kemeritz (Dorf)
- Kleetzhöfe (Weiler)
- Kröglitzen (Einöde)
- Lanzenreuth (Dorf)
- Leesau (Dorf)
- Limmersdorf (Pfarrdorf)
- Lochau (Dorf)
- Meißnersleithen (Einöde)
- Menchau (Dorf)
- Neidsmühle (Einöde)
- Neuwirthshaus (Einöde)
- Oberschorrmühle (Einöde)
- Oberwolfsknock (Einöde)
- Partenfeld (Weiler)
- Poppenleithen (Einöde)
- Putzenstein (Einöde)
- Quartier (Einöde)
- Reuthof (Einöde)
- Rottlersreuth (Dorf)
- Ruh (Einöde)
- Schlottermühle (Einöde)
- Tannfeld (Dorf)
- Thurnau (Hauptort)
- Todtenhaus (Einöde)
- Trumsdorf (Pfarrdorf)
- Unterschorrmühle (Einöde)
- Wiesenmühle (Einöde)

Die Einöden Buchhaus, Leimenhaus, Mühlberg, Unterwolfsknock und Weiherhaus sind ehemalige Gemeindeteile, die mittlerweile abgebrochen wurden.
Es gibt auf dem Gemeindegebiet die Gemarkungen Alladorf, Berndorf, Felkendorf, Hutschdorf, Limmersdorf I, Limmersdorf II, Limmersdorf III, Limmersdorfer Forst (Gemarkungsteil 1), Tannfeld und Thurnau. Die Gemarkung Thurnau hat eine Fläche von 6,576 km². Sie ist in 1626 Flurstücke aufgeteilt, die eine durchschnittliche Flurstücksfläche von 4044,55 m² haben. In ihr liegen neben dem namensgebenden Ort die Gemeindeteile Eckersdorf, Fallmeisterei, Neidsmühle, Oberschorrmühle, Oberwolfsknock, Todtenhaus und Unterschorrmühle.

## Geschichte

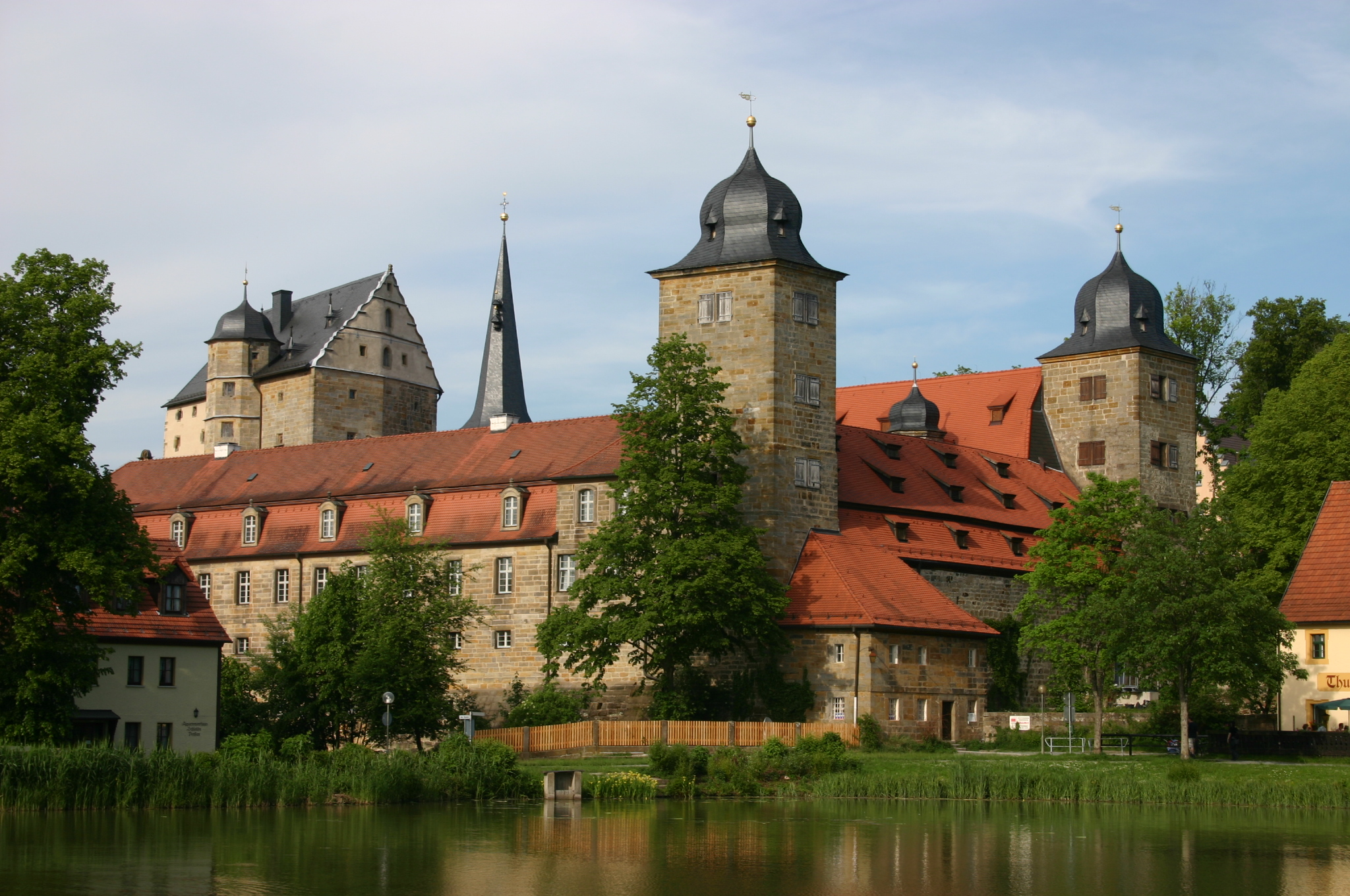
Schloss Thurnau

### Bis zur Gemeindegründung
Der Ort wurde 1137 als „Durnowa“ erstmals urkundlich erwähnt. Grundwort ist ouwe (mhd. für Wiesenland), Bestimmungswort ist wahrscheinlich durre (mhd. für dürr, mager). Demnach wäre der Ortsname auf einen Flurnamen zurückzuführen, der eine magere Wiesenlandschaft bezeichnet. Erst später kam es zur Umdeutung des Bestimmungswortes zu Turm (s. u. Abschnitt Wappen).
Thurnau war Sitz des Ministerialengeschlechts der Förtsch. Lehnsherr war seit 1292 der Bischof von Bamberg. Nach dem Aussterben der Familie von Förtsch 1564 wurden ihre Rechtsnachfolger Hans-Georg von Giech und Hans Adam von Künsberg. 1699 bestätigten die Markgrafen von Bayreuth den Grafen Giech die lange umstrittene Hohe Gerichtsbarkeit und damit die Landeshoheit. 1731 kauften die Grafen Giech den Künsberg’schen Anteil des Condominats.
Gegen Ende des 18. Jahrhunderts bestand Thurnau aus 145 Anwesen. Das Hochgericht und die Dorf- und Gemeindeherrschaft übte das Giech’sche Amt Thurnau aus. Grundherren waren
- das Amt Thurnau (140 Anwesen: 2 Mühlen, 1 Schenkstatt, 1 Gut, 2 Halbsölden, 1 Rotgerberhaus, 1 Backhaus, 1 Torhaus, 1 Haus mit Laden, 4 Häuser mit Hofstatt, 94 Häuser, 1 Kellerhaus, 1 Wohnung, 1 Wohnhaus mit Ziegelbrennerei, 2 Wohnhäuslein, 12 Häuslein, 14 Hofstätten, 1 Hofstättlein),
- die Pfarrei Thurnau (1 Söldengut, 2 Halbsöldengüter),
- die Pfründe Thurnau (2 Häuser).

Die Steuer und die Vogtei beider letztgenannter Grundherren stand dem Amt Thurnau zu. Neben den Anwesen gab es noch herrschaftliche Gebäude (2 verbundene Schlösser, mit Kanzlei- und Amtsgebäude, Hoffbüttnereiwohnung, Fallmeistergebäude, einem Vorwerksgebäude und zwei Schafflecken mit Gebäuden; 1 Amtshaus und 1 Büttelei des Rittergutes Thurnau), kirchliche Gebäude (1 Kirche, 1 Friedhofskirche, 1 Pfarrhaus, 1 Diakonatswohnung) und kommunale Gebäude (1 Schulhaus).
1796 verleibte sich Preußen im Zuge der Hardenberg’schen Revindikationspolitik die Herrschaft Thurnau ein. Sie unterstand von 1797 bis 1810 dem Patrimonialgericht Thurnau. Im Frieden von Tilsit 1807 fiel Thurnau als Teil des preußischen Fürstentums Bayreuth an Frankreich und wurde 1810 an das Königreich Bayern verkauft.
Mit dem Gemeindeedikt wurde 1811 der Steuerdistrikt Thurnau gebildet, zu dem Eckersdorf, Fallmeisterei, Hammerhaus, Hammermühle, Hörlinreuth, Mühlberg, Neidsmühle, Oberschorrmühle, Oberwolfsknock, Todtenhaus, Unterschorrmühle, Unterwolfsknock und Weiherhaus gehörten. Mit dem Zweiten Gemeindeedikt (1818) wurden Hammerhaus und Hammermühle an den Steuerdistrikt Peesten abgegeben. Zugleich entstand die Munizipalgemeinde Thurnau, die mit Ausnahme von Hörlinreuth, das an die Ruralgemeinde Limmersdorf überwiesen wurde, deckungsgleich mit dem Steuerdistrikt war. Thurnau war in Verwaltung und Gerichtsbarkeit dem Herrschaftsgericht Thurnau (ab 1852 Landgericht Thurnau) zugeordnet und in der Finanzverwaltung dem Rentamt Kulmbach. 1856 wurde Thurnau dem neu gebildeten Rentamt Thurnau überwiesen (1919 in Finanzamt Thurnau umbenannt). Ab 1862 gehörte Thurnau zum Bezirksamt Kulmbach (1939 in Landkreis Kulmbach umbenannt). Die Gerichtsbarkeit blieb beim Landgericht Thurnau (1879 in Amtsgericht Thurnau umbenannt). 1929 wurde die Gerichtsbarkeit vom Amtsgericht Kulmbach und die Finanzverwaltung vom Finanzamt Kulmbach übernommen. Die Gemeinde hatte 1961 eine Fläche von 6,587 km²
Erste Bestrebungen Thurnaus, den Ort an das Eisenbahnnetz anzuschließen, sind bereits 1872 dokumentiert. Im April 1882 wurde mit dem Ziel einer Eisenbahnverbindung nach Bayreuth das Lokalbahnkomitee Thurnau gegründet. Am 14. Juli 1904 genehmigte der Bayerische Landtag den Bau einer Lokalbahn von Bayreuth über Thurnau nach Kulmbach; der erste Zug nach Kulmbach verkehrte am 11. Oktober 1908, am 28. Juli 1909 ging der Abschnitt nach Bayreuth in Betrieb. Der Bahnhof Thurnau wurde Betriebsmittelpunkt der Strecke, an dem die Personenzüge beider Richtungen begannen und endeten.

### Eingemeindungen
Der heutige Markt Thurnau entstand im Zuge der Gebietsreform in Bayern. Am 1. Januar 1972 wurden die Gemeinden Berndorf, Hutschdorf und Tannfeld eingegliedert. Am 1. Januar 1973 kam Menchau hinzu. Alladorf folgte am 1. Juli 1975. Mit Limmersdorf (mit dem am 1. April 1971 eingegliederten Felkendorf) wurde am 1. Mai 1978 die Reihe der Eingemeindungen abgeschlossen.

### Einwohnerentwicklung
Im Zeitraum von 1988 bis Dezember 2019 wuchs der Markt von 3995 auf 4046 Einwohner bzw. um 1,26 %. Am 31. Dezember 1998 hatte Thurnau 4589 Einwohner.

#### Gemeinde Thurnau
| Einwohner | 1267   | 1399   | 1170   | 1249   | 1254   | 1234   | 1224   | 1364   | 1366   | 1340   | 1337   | 1294   | 1279   | 1311   | 1152   | 1154   | 1127   | 1128   |  |  |  |  |  |  |
| Häuser    | 202    |        |        |        |        | 169    |        |        | 176    | 173    |        | 175    |        |        |        | 178    |        |        |  |  |  |  |  |  |
| Quelle    | [ 11 ] | [ 17 ] | [ 17 ] | [ 18 ] | [ 19 ] | [ 20 ] | [ 21 ] | [ 22 ] | [ 23 ] | [ 24 ] | [ 17 ] | [ 25 ] | [ 17 ] | [ 26 ] | [ 17 ] | [ 27 ] | [ 17 ] | [ 17 ] |  |  |  |  |  |  |
|           |        |        |        |        |        |        |        |        |        |        |        |        |        |        |        |        |        |        |  |  |  |  |  |  |
| Jahr      | 1946   | 1950   | 1961   | 1970   | 1987   | 1998   | 2008   | 2010   | 2015   | 2017   | 2023   |        |        |        |        |        |        |        |  |  |  |  |  |  |
| Einwohner | 1827   | 1860   | 1762   | 1888   | 4003   | 4589   | 4420   | 4382   | 4183   | 4094   | 4111   |        |        |        |        |        |        |        |  |  |  |  |  |  |
| Häuser    |        | 211    | 267    |        | 1042   |        |        |        | 1321   | 1327   |        |        |        |        |        |        |        |        |  |  |  |  |  |  |
| Quelle    | [ 17 ] | [ 28 ] | [ 12 ] | [ 29 ] | [ 30 ] |        | [ 31 ] | [ 31 ] | [ 31 ] | [ 31 ] |        |        |        |        |        |        |        |        |  |  |  |  |  |  |

#### Ort Thurnau
| Jahr      | 001818 | 001861 | 001871 | 001885 | 001900 | 001925 | 001950 | 001961 | 001970 | 001987 |
| Einwohner | 1247 * | 1249   | 1120   | 1269   | 1190   | 1053   | 1710   | 1645   | 1808   | 1647 † |
| Häuser    | 198 *  |        |        | 161    | 160    | 164    | 192    | 249    |        | 422 †  |
| Quelle    | [ 11 ] | [ 18 ] | [ 20 ] | [ 23 ] | [ 25 ] | [ 27 ] | [ 28 ] | [ 12 ] | [ 29 ] | [ 30 ] |

## Politik

### Marktgemeinderat
Die letzten drei Kommunalwahlen führten zu folgenden Sitzverteilungen im Marktgemeinderat:
| Partei/Liste                                    | Sitze 2002 | Sitze 2008 | Sitze 2014 | Sitze 2020 |
| ----------------------------------------------- | ---------- | ---------- | ---------- | ---------- |
| CSU                                             | 7          | 6          | 6          | 8          |
| SPD/Offene Liste                                | 6          | 6          | 5          | 3          |
| Freie Wähler/Überparteiliche Wählergemeinschaft | 3          | 4          | 3          | 3          |
| FDP/Unabhängige Bürger (UB)                     | –          | –          | 2          | 2          |
| Gesamt                                          | 16         | 16         | 16         | 16         |

### Bürgermeister
Erster Bürgermeister ist seit 2014 Martin Bernreuther (CSU). Er wurde 2020 mit mehr als 90 % im Amt bestätigt. Vorgänger waren ab 2008 Dietmar Hofmann (SPD-Offene Liste) und ab 2002 Rita Fischer (parteilos).
Zweiter Bürgermeister ist Veit Pöhlmann (UB), Dritter Bürgermeister Hans-Friedrich Hacker (CSU).

### Wappen und Flagge

#### Wappen
Thurnau führt seit dem 16. Jahrhundert ein Wappen.
| Wappen von Thurnau | Blasonierung: „In Rot ein über Eck gestellter silberner Zinnenturm, der mit einem von Silber und Rot gevierten Schild belegt ist; 1 und 4: nebeneinander zwei aufrechte rote Schafscheren, 2 und 3: ein silberner Schwan.“ |
| Wappen von Thurnau | Wappenbegründung: Das älteste Siegel mit der Umschrift „SIGILLVM OPPIDI THVRNAVIAE“ zeigt den Burgturm, belegt mit den Schilden der Familie Giech (Schafscheren) und der Künsberg (silberne Spitzen in Blau). Beide Adelsgeschlechter waren mit dem Aussterben der Förtsch von Thurnau im Jahr 1551 Rechtsnachfolger. Als die Herren von Künsberg 1731 als Mitbesitzer ausschieden, stand im Siegel aus dem gleichen Jahr das gemehrte Wappen der Herren von Giech. Seit dem 19. Jahrhundert ist der Schild geviert; Feld eins ist golden, Feld zwei und drei rot, Feld vier blau. In den Feldern eins und vier steht eine aufrechte silberne Schafschere, in zwei und drei ein silberner Schwan. Der Turm steht auf einem Dreiberg. |

#### Flagge
Die Gemeindeflagge ist rot-weiß.

### Gemeindepartnerschaft
Positano in Süditalien ist seit 1. April 2000 Partnergemeinde von Thurnau.

## Kultur und Sehenswürdigkeiten

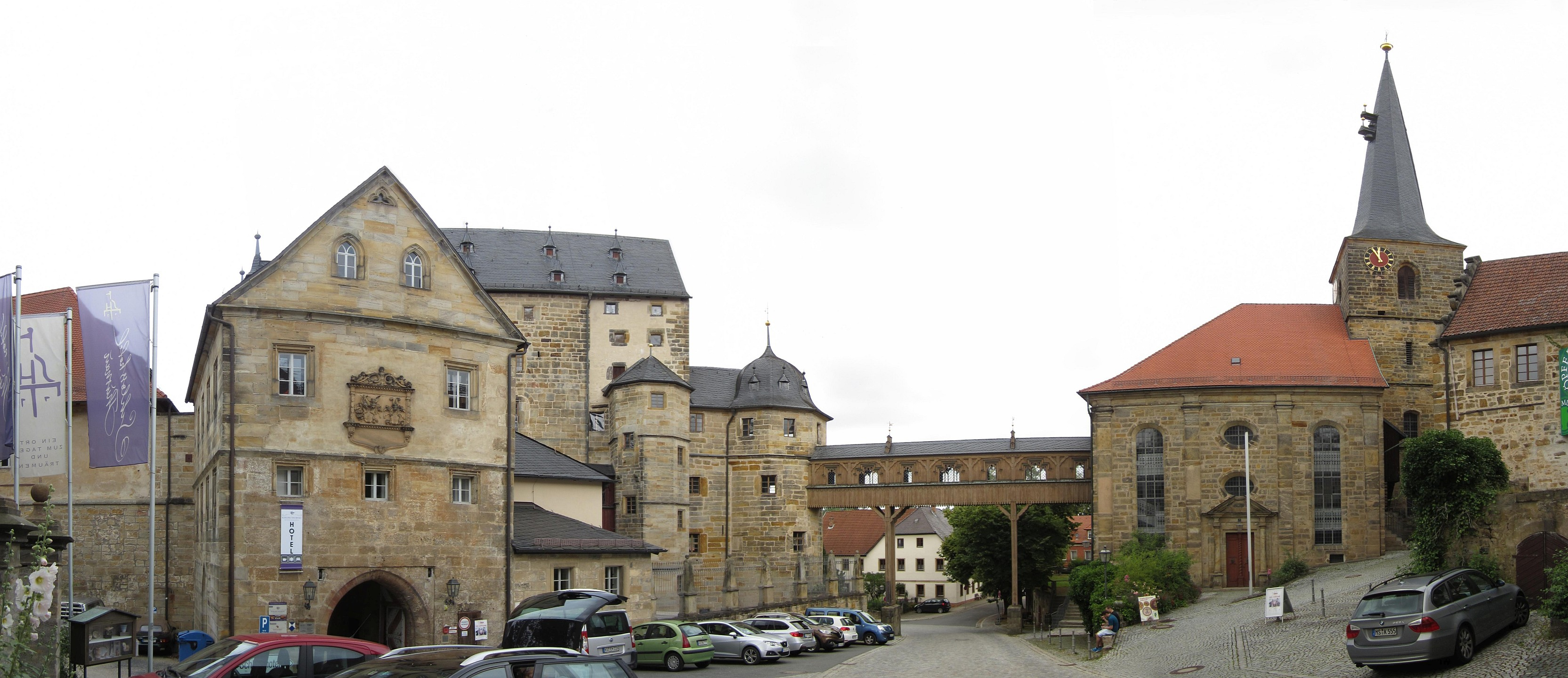
Schloss Thurnau mit Übergang zur St.-Laurentius-Kirche

Mit dem historischen Ortskern, den das Schloss Thurnau mit dem Brückengang zur St.-Laurentius-Kirche dominiert, dem Schlossweiher, dem Töpfermuseum und Sehenswürdigkeiten in den Gemeindeteilen ist Thurnau ein beliebtes Ziel für Ausflüge.
Die St.-Laurentius-Kirche besitzt eine beeindruckende Stuckdecke, eine Patronatsloge und einen Altar von Elias Räntz.
Schloss Thurnau gehört zu den größten innerörtlichen Schlossanlagen Frankens. Der älteste Teil der siebenstöckigen Kemenate wurde im 13. Jahrhundert durch das Geschlecht der Ritter von Förtsch gebaut. Als siebtes und letztes Gebäude wurde im Jahre 1731 der Carl-Maximilian-Bau fertiggestellt. Heute befindet sich neben einem Tagungshotel das Forschungsinstitut für Musiktheater der Universität Bayreuth im Schloss; seit 2017 hat dort auch das gemeinsam von den Universitäten Bayreuth und Bamberg getragene Institut für Fränkische Landesgeschichte seinen Sitz.
An das Schloss schließt sich der weitläufige Schlossgarten an, dessen Geschichte in den Jahren 1703 bis 1706 mit der Pflanzung einer Lindenallee zum Paille-Maille-Spiel begann. In der Mitte des 19. Jahrhunderts war die Lindenallee der Kern einer umfassenden Erweiterung im Stile des Englischen Landschaftsgartens, die von verschiedenen Einbauten begleitet wurde. Der Thurnauer Schlossgarten wurde von reisenden Dichtern während der Romantik wie von der einheimischen Bevölkerung von Thurnau und dem Umland geliebt. Im Jahre 1968 fiel die Lindenallee weitgehend einem Hagelschauer zum Opfer und wurde fortan für den öffentlichen Zugang gesperrt. Park und Einbauten wie das Teehaus waren seither dem Verfall preisgegeben. Das Teehaus wurde im Herbst 2007 im Rahmen einer Notsicherung mit einem Schutzdach versehen. Das Rathaus befindet sich im 1751 erbauten Künsberghof, der von 1986 bis 1988 umgebaut wurde.
Neben der Laurentiuskirche befinden sich Kirchen in den Gemeindeteilen Trumsdorf, Alladorf, Berndorf, Hutschdorf und Limmersdorf.
Direkt neben der Kirche in Limmersdorf steht die Tanzlinde, welche die älteste der wenigen verbliebenen Tanzlinden ist. Unter ihrer Krone wird noch regelmäßig getanzt. Wegen der Besonderheit der Limmersdorfer Lindenkirchweih wurde sie 2014 als einer von 27 Bräuchen als fränkischer Vertreter in das Nationale Verzeichnis des immateriellen Kulturerbes (IKE) aufgenommen.

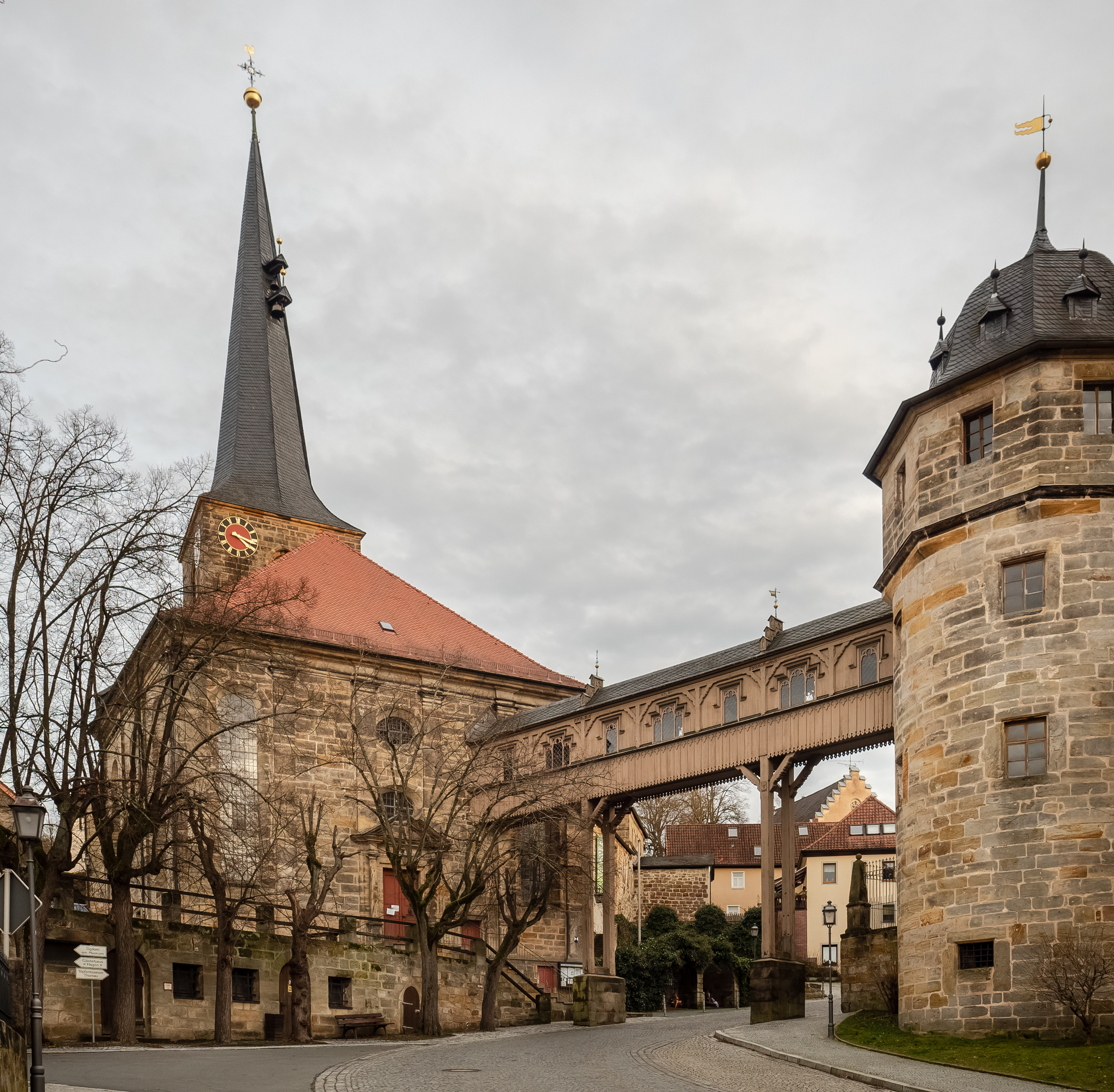
Schloss Thurnau mit dem Brückengang zur St.-Laurentius-Kirche
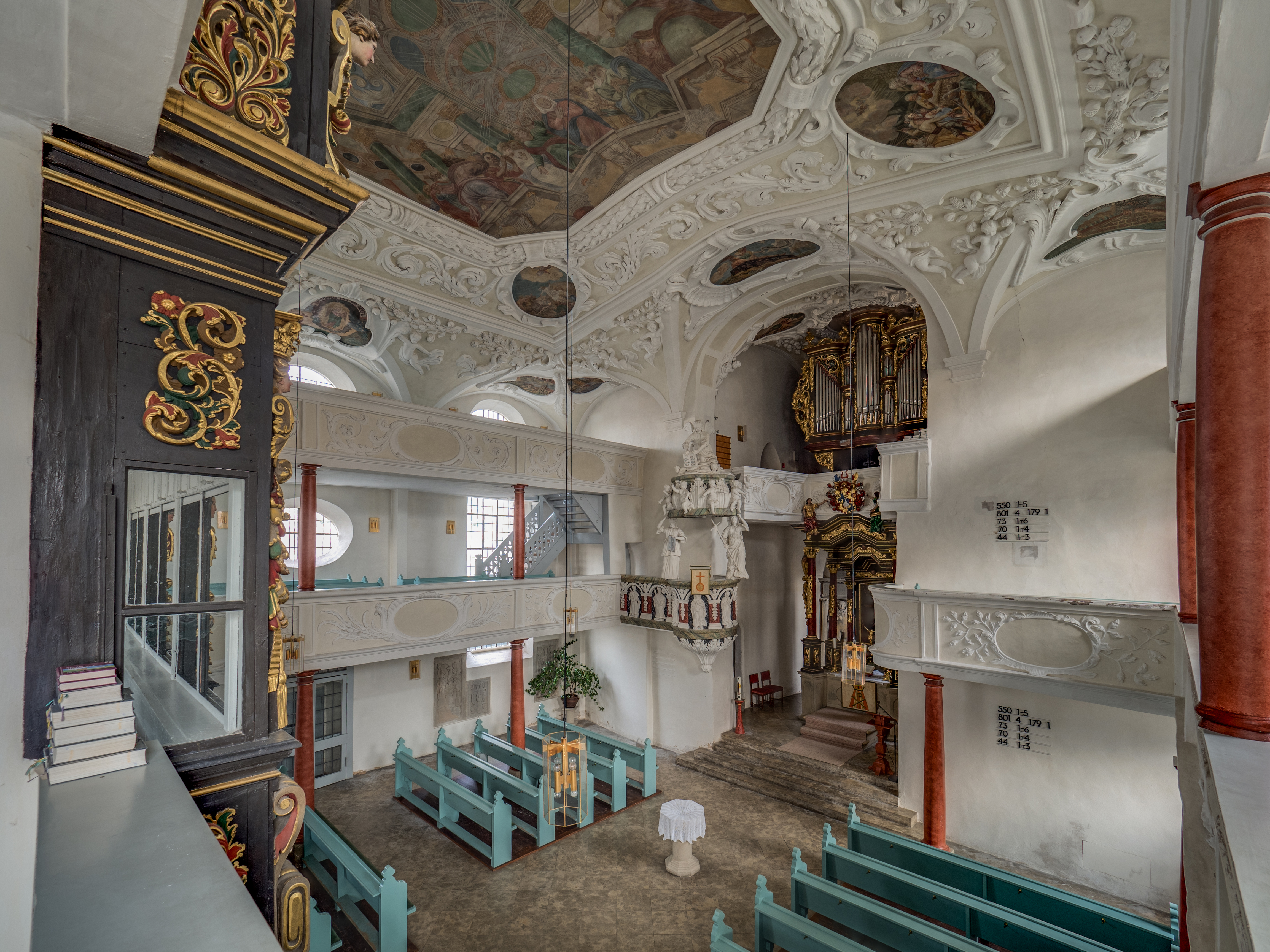
St.-Laurentius-Kirche
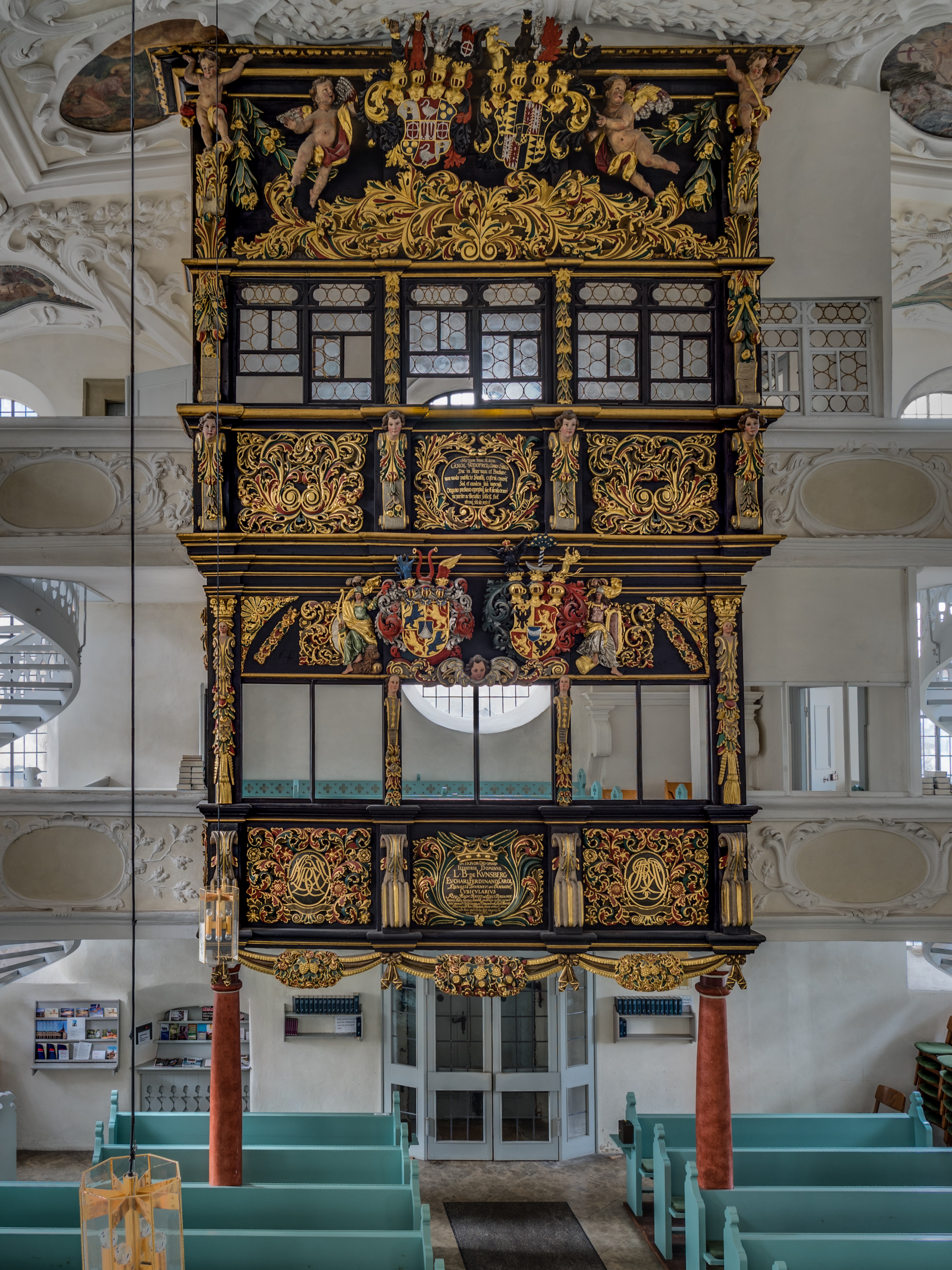
Patronatsloge der St.-Laurentius-Kirche
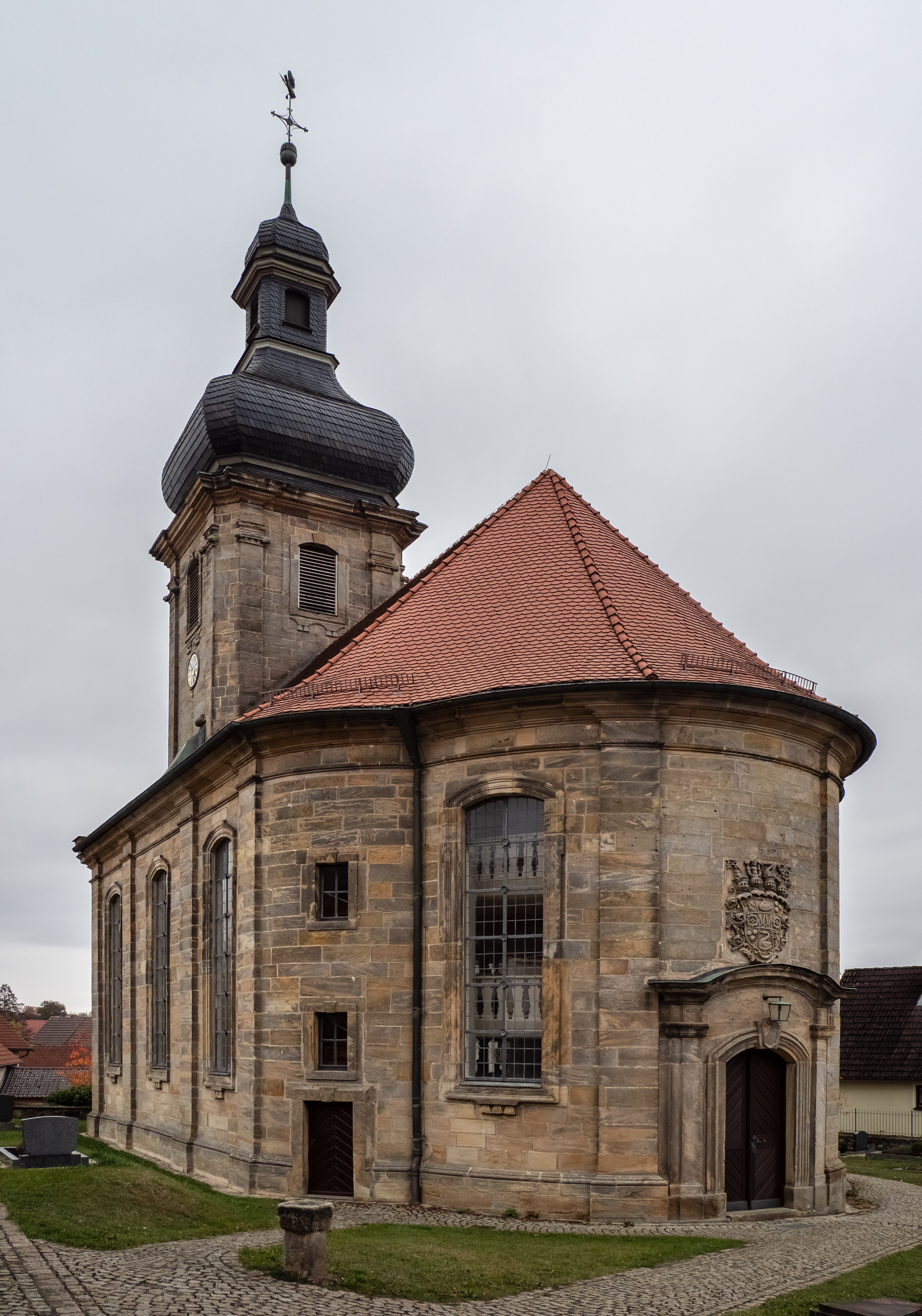
St.-Georg-Kirche in Berndorf
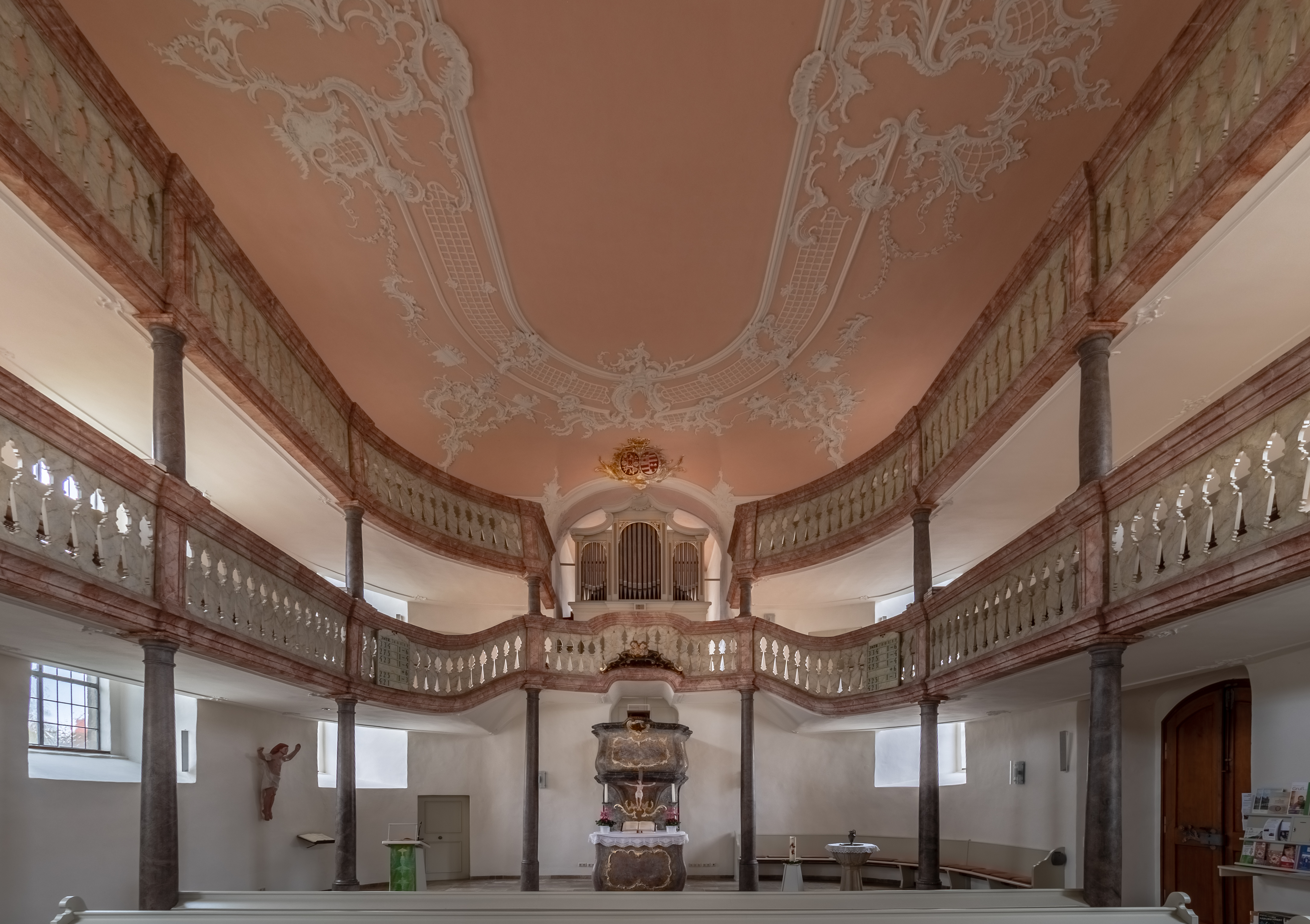
Die Empore der St.-Georg-Kirche

## Bau- und Bodendenkmäler
Umstritten ist der geplante Abriss des Gebäudes Kulmbacher Straße 2, eines um 1672 errichteten ehemaligen Gasthauses zum Zweck der Verbreiterung der Staatsstraße 2689. Eigentümer ist das Staatliche Bauamt Bayreuth, das den denkmalgeschützten Bau (Aktennummer der Denkmalliste D-4-77-157-141) aus diesem Grund erworben hatte. Das Haus ist zudem Bestandteil des Ensemble-Baudenkmals Ortskern Thurnau (Nr. E-4-77-157-1).

## Wirtschaft und Infrastruktur

### Handwerk und Gewerbe
Bekannt ist Thurnau vor allem als Töpferstädtchen. Die Geschichte des Thurnauer Töpferhandwerks reicht bis in das 14. Jahrhundert zurück. Das Töpfermuseum wurde 1985 gegründet; seit 1991 findet am zweiten Adventswochenende im Schloss Thurnau der weihnachtliche Töpfermarkt statt, bei dem neben regionalen auch Töpfereien aus ganz Europa ihre Waren anbieten.
Von 1903 bis zu ihrer Einstellung im Jahr 1938 hatte der Ort eine eigene Zeitung. Der Fränkische Landbote als „Zeitung für die schaffenden Stände“ erschien dreimal in der Woche.
Nach dem Zweiten Weltkrieg wurde in der Parteymühle die Schuhfabrik Grelich gegründet. Drei weitere Produktionsstätten entstanden in der Jägerstraße, der Hutschdorfer Straße und der Bahnhofstraße, bis zu 106 Personen waren in dem Unternehmen beschäftigt.
Die Wirtschaft Thurnaus ist vor allem durch die Gewerbegebiete direkt an der Bundesautobahn 70 geprägt. Ein breit gefächertes Einzelhandelsangebot und umfassende Gesundheitsdienstleistungen bestimmen zusammen mit der vielfältigen Gastronomie und bodenständigen Handwerksbetrieben, insbesondere im Bereich Möbel und dem Baugewerbe, das Leben in Thurnau.

### Verkehr
Thurnau liegt an der Autobahn A 70 und ist dadurch mit den oberfränkischen Oberzentren Bamberg (40 km), Bayreuth (20 km), Hof (55 km) und Kulmbach (10 km) verbunden. Die Gemeinde ist deshalb auch als Wohnort sehr beliebt.
Die Staatsstraße 2689 verläuft zur Anschlussstelle 22 der A 70 und wird als Kreisstraße KU 7 weitergeführt, die nach Alladorf (7 km südlich) verläuft. Die Staatsstraße 2189 führt nach Kasendorf (3 km nordwestlich) bzw. zu einer Abzweig zur Anschlussstelle 23 der A 70 und weiter nach Unterobsang (6 km östlich). Die Kreisstraße KU 8 führt über Berndorf und Menchau nach Wonsees zur St 2189 (8,5 km südwestlich). Die Kreisstraße KU 17 führt nach Limmersdorf (1,6 km südöstlich). Eine Gemeindeverbindungsstraße führt nach Heubsch zur Staatsstraße 2190 (3 km nordwestlich).
Bis zu deren Stilllegung im Jahr 1993 lag der Ort an der Lokalbahn Bayreuth–Thurnau–Kulmbach. Dort verläuft weitgehend als Bahntrassenweg der Radweg im Rotmaintal von Bayreuth nach Kulmbach, an den Thurnau mit der Schleife durch den Limmersdorfer Forst angebunden ist, das mit ca. 3300 Hektar größte geschlossene Waldgebiet Oberfrankens.
Durch Thurnau verläuft der Fränkische Marienweg.

### Fremdenverkehr
Der Markt Thurnau liegt am nördlichen Rand der Fränkischen Schweiz am Schnittpunkt der drei anderen oberfränkischen Tourismusregionen Fichtelgebirge, Frankenwald und Obermainland.
Das Bachsystem Aubach/Friesenbach, das den nördlichen Teil des Gemeindegebietes geographisch prägt, fließt direkt in den Roten Main, der sich sieben Kilometer nördlich von Thurnau in der Nähe von Kulmbach mit dem Weißen Main zum Main vereinigt. Durch diese Lage ist Thurnau als Standort für touristische Aktivitäten im ganzen oberfränkischen Raum beliebt.
Besondere regionale Bedeutung erlangt Thurnau durch eine Vielzahl traditioneller ländlicher Feste und ein ganzjähriges, vielfältiges kulturelles Angebot.

### Thurnau als Filmdrehort
Hier entstanden verschiedene Filmsequenzen, so für den Tatort: Ein Tag wie jeder andere (2019) oder das Historiendrama The Happy Prince (2018).

### Sendeanlagen
Seit 1980 befand sich in der Nähe von Thurnau ein Mittelwellensender des Deutschlandfunks (Koordinaten: 49° 59′ N, 11° 23′ O). Der von der Deutschen Telekom betriebene Sender strahlte das Programm des Deutschlandfunks auf der Sendefrequenz 549 kHz mit einer Sendeleistung von 100 kW (bis Mitte der 1990er Jahre 200 kW) ab. Er verwendete als Sendeantenne einen 240 Meter hohen, gegen Erde isolierten selbststrahlenden Stahlfachwerkmast.
Am 31. Dezember 2015 wurde der Sender abgeschaltet und am 27. Februar 2018 gesprengt.
Südlich des Gemeindeteils Tannfeld steht ein 69 Meter hoher Fernmeldeturm als freistehende Stahlfachwerkkonstruktion der Deutschen Telekom AG. In der Nähe der Kleetzhöfe befindet sich ein Funkturm in außergewöhnlicher Bauweise.

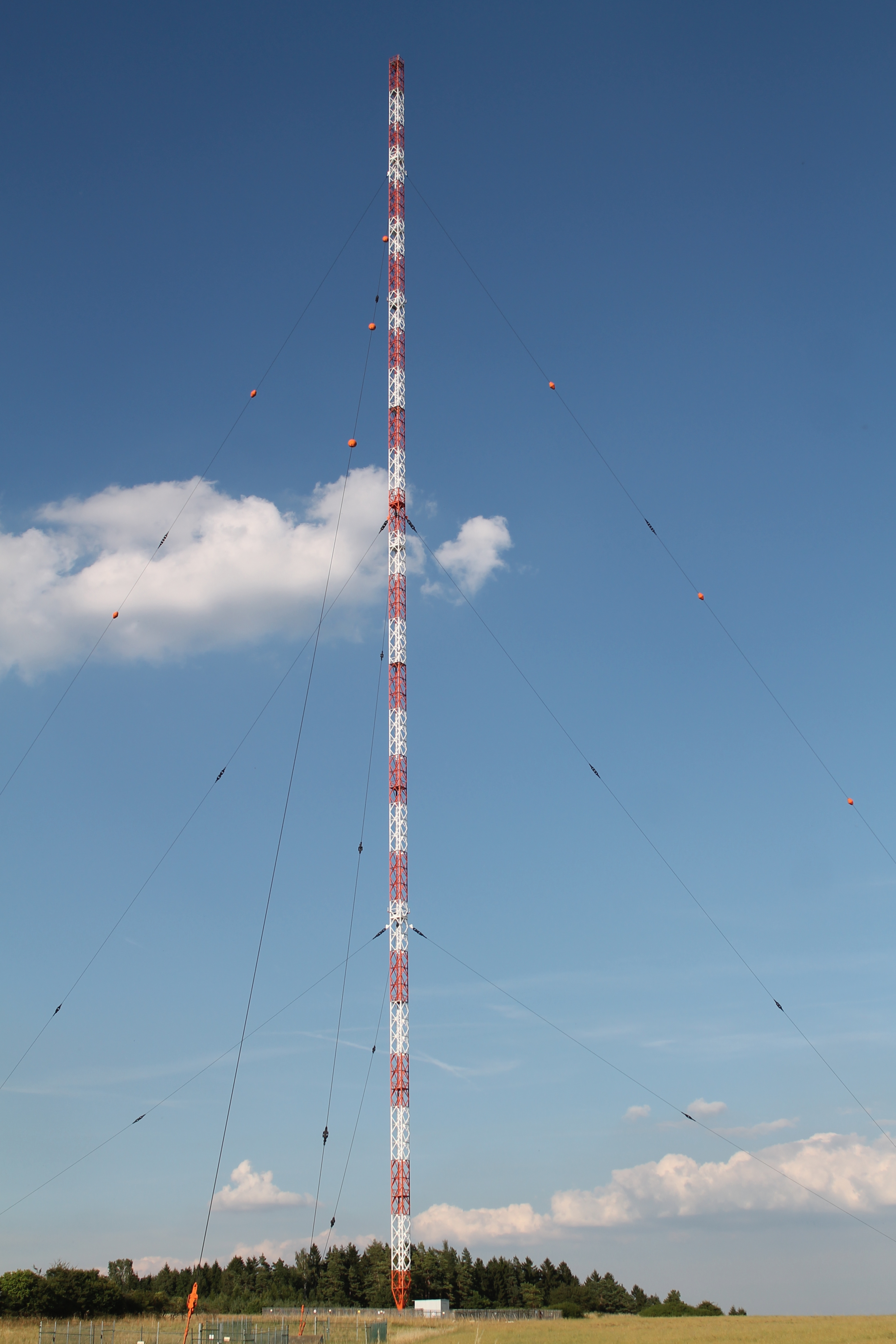
Antenne des Mittelwellen-Senders in Thurnau
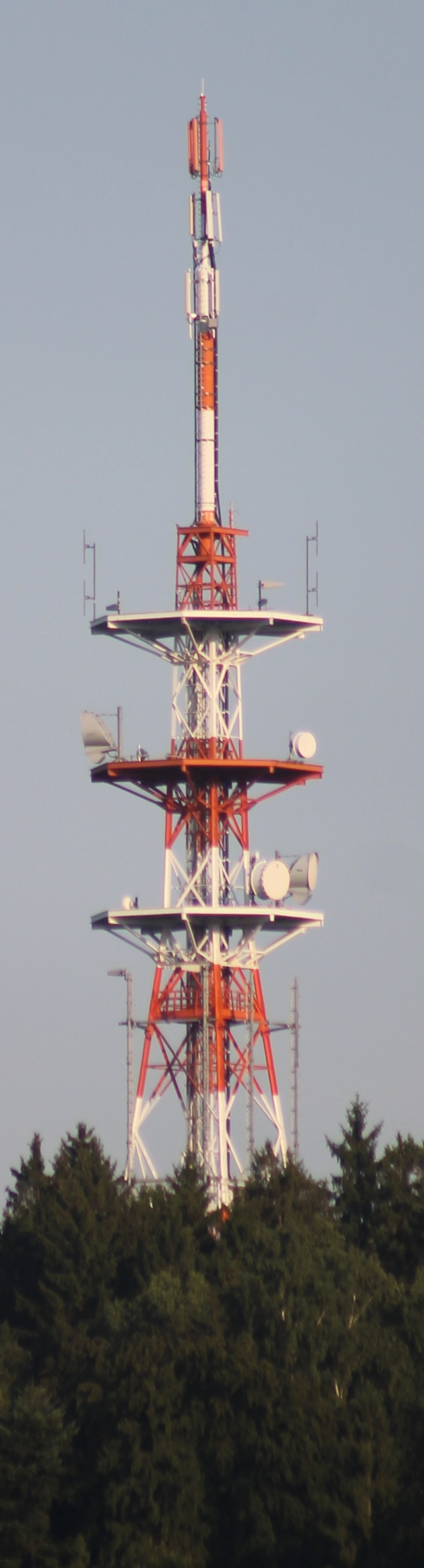
Fernmeldeturm Thurnau
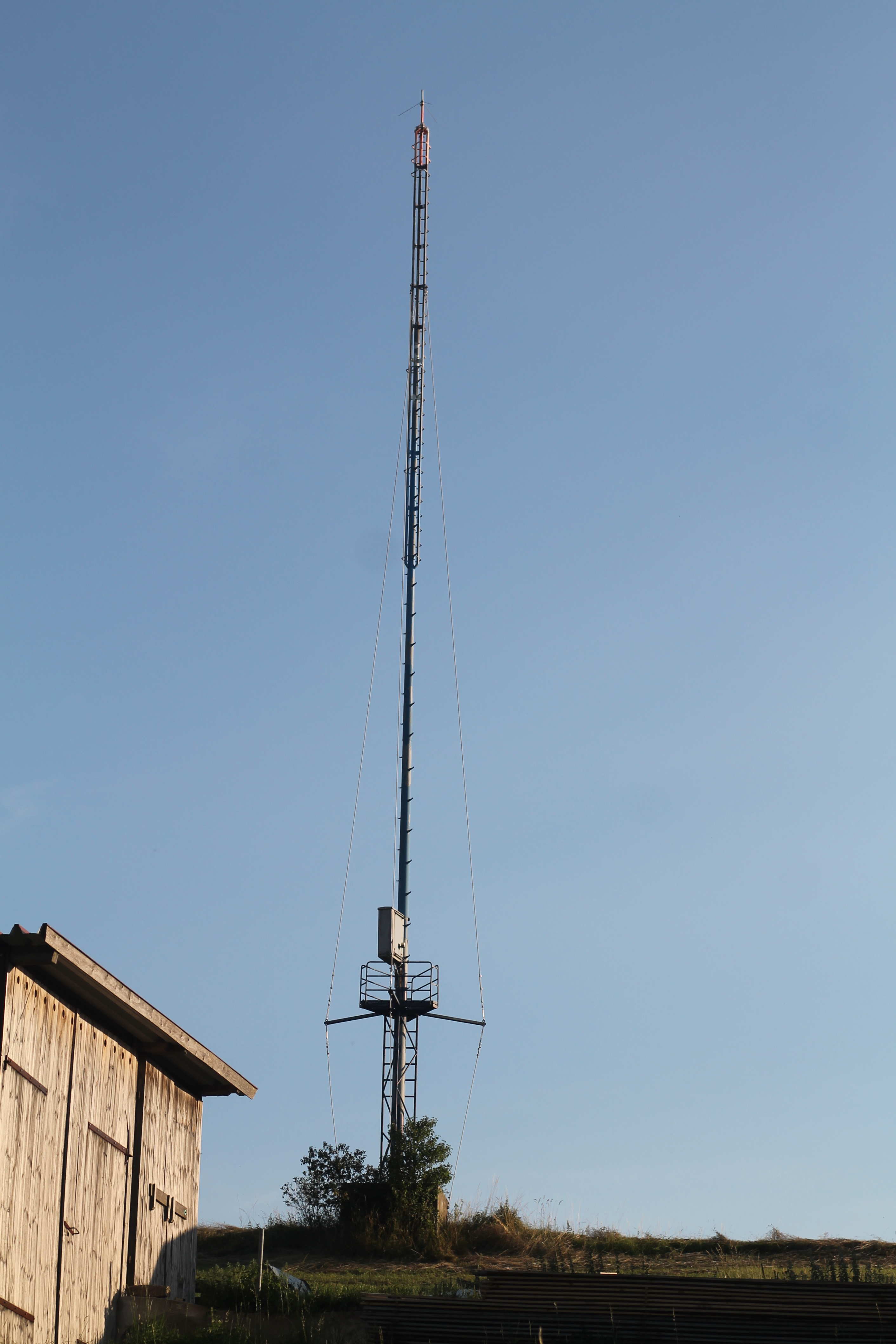
Funkturm bei den Kleetzhöfen

## Söhne und Töchter der Gemeinde
- Christoph Schleupner (1566–1635), lutherischer Geistlicher und Theologe, geboren in Trumsdorf
- Johann Georg Keyßler (1693–1743), Archäologe
- Johann Friedrich Unger (1714–1781), Arithmetiker
- August Goldfuß (1782–1848), Paläontologe und Zoologe
- Friedrich Wilhelm Donauer (1788–1870), Pomologe
- Carl von Giech (1795–1863), bayerischer Politiker, Abgeordneter in der Frankfurter Nationalversammlung
- Johann Conrad Zeune der Jüngere (1800–1859), Holzschneider
- Carl von Linde (1842–1934), Ingenieur und Erfinder, Gründer der Linde AG, geboren in Berndorf
- C. Camill (Pseudonym für Lotte Ochsner, geb. Reuter, 1865–?/ letzter Roman erschien 1924), Schriftstellerin
- Heinrich Reich (1903–1998), Landrat im Landkreis Rummelsburg und im Ennepe-Ruhr-Kreis
- Diana Kempff (1945–2005), Schriftstellerin und Verlegerin
- Peter Fraas (* 1957), Fernseh- und Hörfunkmoderator